# 金木鸢尾属
金木鸢尾属（学名：Witsenia），也叫金黛鸢尾属，是鸢尾科的一个属，是种开花植物，于1782年首次被描述为一个属。只有一种已知的物种，即金木鸢尾（Witsenia maura），南非西部开普省特有。
属名是对植物学赞助人尼古拉斯·维特森（Nicolaas Witsen）的致敬。